# Domart-en-Ponthieu
Domart-en-Ponthieu je francouzská obec v departementu Somme v regionu Hauts-de-France. V roce 2010 zde žilo 1 171 obyvatel.